# Eulepidotis modestula
Eulepidotis modestula är en fjärilsart som beskrevs av Herrich-Schäffer 1869. Eulepidotis modestula ingår i släktet Eulepidotis och familjen nattflyn. Inga underarter finns listade i Catalogue of Life.